# Phylliidae
Famille
Sous-familles de rang inférieur
- Phylliinae

Vernaculairement appelées phyllies, les représentants de la famille des Phylliidae sont des phasmes Areolatae caractérisés par un aspect général en forme de feuille, au mimétisme poussé à son paroxysme. La ressemblance de cet insecte avec une feuille d'arbre est spectaculaire.

## Classification
Cette famille regroupe les phasmes aux antennes des femelles très courtes (1 ou 2 mm), alors que celles des représentants mâles sont très longues (environ la taille du corps, soit 3 à 6 cm selon les espèces). L'aspect général et le mimétisme de cette famille se fait avec la feuille vivante. (Attention, les phasmes imitant les feuilles mortes ne sont pas forcément des phyllies : ex. Extatosoma tiaratum).
Il n'existe qu'une seule sous-famille par défaut : les Phylliinae qui comprend deux tribus, neuf genres et plusieurs dizaines d'espèces.
Liste des tribus et genres selon NCBI (18 juillet 2025)
- tribu Nanophylliini   
  - Nanophyllium
- tribu Phylliini   
  - Chitoniscus
  - Comptaphyllium
  - Cryptophyllium
  - Microphyllium
  - Phyllium
  - Pseudomicrophyllium
  - Pulchriphyllium
  - Walaphyllium

## Évolution
Un représentant fossile des Phyllies serait Eophyllium messenlensis un fossile de 47 millions d'années. Montrant de fortes similitudes avec les caractéristiques des Phyllies actuelles, cela indique que cette famille a peu changé au cours des millénaires.